# ザ・ファースト・カット・イズ・ザ・ディーペスト
「ザ・ファースト・カット・イズ・ザ・ディーペスト」（The First Cut Is the Deepest）は、イングランドのミュージシャンであるキャット・スティーヴンスが作詞・作曲した楽曲である。1967年4月にアメリカ出身のシンガーであるP・P・アーノルドのシングルとして発表され、全英シングルチャートで18位を記録した。
またキース・ハンプシャー（Keith Hampshire、1973年）、ロッド・スチュワート（1977年）、シェリル・クロウ（2003年）など複数のアーティストに取り上げられ、ヒット・シングルになった。

## 概要
本曲の歌詞は、かつて初恋で傷ついたことに苦しみ続けているために新たな恋愛関係を築くことを心配している2人についてである。
スティーヴンスはもともとソングライターになるつもりだった。彼は本曲のデモテープを早い時期に制作していたが、それは他のアーティストたちに売り込む為だった。本曲は30ポンドでアーノルドに売られ、彼女のヒット曲になった。さらにハンプシャー、スチュワート、クロウらによって国際的なヒットを記録した。
スティーヴンス自身は、アーノルドのシングルがヒットした後で録音して、同年12月に発表したセカンド・アルバム『ニュー・マスターズ』（New Masters）に収録した。
スチュワートとクロウのカバーでは本来の歌詞の最後の2行が省略されており、聴き手に異なった印象を与える。
スティーヴンスは本曲によって、米国作曲家作詞家出版者協会（ASCAP）の年間最優秀ソングライター賞（Songwriter of the Year）を2005年と2006年の2年連続で受賞した。

## P・P・アーノルドによるオリジナル
P・P・アーノルドはアフリカ系アメリカ人で、アイク&ティナ・ターナー・レビューのバッキング・コーラス・トリオのジ・アイケッツにパット・アーノルドの名で在籍した。彼女はアイク&ティナ・ターナー・レビューがローリング・ストーンズとツアーした際、ストーンズのマネージャーだったアンドリュー・ルーグ・オールダムの目に留まってイギリスに招かれ、彼が設立したイミディエイト・レコードと契約を結んだ。
彼女は本曲を1967年4月にシングル発表した。同シングルは、ハープシコード、ホーン、ストリングスを背景にしたアップテンポで情感に満ちたボーカルセットが話題を呼んで、全英シングルチャートで18位を記録した。

### ミュージック・ビデオ
本曲の最初のプロモーション・フィルムは、1960年代の著名な映画制作者であるピーター・ロリマー・ホワイトヘッド（Peter Lorrimer Whitehead）が制作した。これは彼女が同じイミディエイト・レコードに所属するスモール・フェイセスの面々と、イギリスの海岸ではしゃぎまわっているというものだった。

## キャット・スティーヴンスのバージョン
スティーヴンスは、アーノルドのシングルがヒットした後の1967年10月初頭に本曲を自ら録音して、同年12月に発表したセカンド・アルバム『ニュー・マスターズ』に収録した。
彼はアーノルドのバージョンが完成されたものだと考えていたので、自分のバージョンをシングルカットしなかった。

## ノーマ・フレイザーのバージョン
ジャマイカの女性歌手ノーマ・フレイザー (Norma Frazer) は本曲をカバーしたうえロックステディに編曲し、1968年にスタジオ・ワンレーベルから発表した。

## キース・ハンプシャーのバージョン
カナダのシンガーであるキース・ハンプシャーは、1973年5月に本バージョンで、カナダでのナンバーワンヒットを記録した。

## ロッド・スチュワートのバージョン
イギリスにおける本曲の最も有名なバージョンはロッド・スチュワートのものである。これはアメリカ合衆国アラバマ州シェフィールドのマッスル・ショールズ・サウンド・スタジオでレコーディングされ、スチュワートの1976年のアルバム『ナイト・オン・ザ・タウン』に収録された。そして「もう話したくない」（I Don't Want to Talk About It）との両A面シングルとしてリリースされ、1977年5月には全英シングルチャートで4週にわたって第1位を記録する大ヒットになり、アメリカ合衆国のBillboard Hot 100でも第21位まで上昇した。
日本では、本バージョンのみ「さびしき丘」という邦題が付けられている。

### ミュージック・ビデオ
本作のミュージック・ビデオでは、スチュワートが精巧な噴水のある幾何学式庭園を歩き回りながら、曲に合わせてリップシンクしている。

## シェリル・クロウのバージョン
シェリル・クロウによるバージョンは、2003年のアルバム『ヴェリー・ベスト・オブ・シェリル・クロウ』からシングルカットされた2つのシングルのうちのひとつである。この曲はクロウのラジオでの最大のヒット曲となり、Billboard Hot 100に36週にわたってチャートインし続けた。アメリカ合衆国のエアプレーチャートでは1位を獲得してプラチナディスクに認定され、Billboard Hot 100では最高14位に達した。また、この曲はクロウもゲスト出演しているテレビドラマ『One Tree Hill』のエピソードに使用されたこともある。

### ミュージック・ビデオ
このバージョンのミュージック・ビデオはウェイン・イスハム（Wayne Isham）監督による作品で、クロウが岩だらけの砂漠でギターを持ち、馬に乗って取り巻きのカウボーイたちと語り合うという内容になっている。

### チャート順位
| チャート（2003年-2004年）               | 最高順位 |
| --------------------------------------- | -------- |
| UK Singles Chart                        | 37       |
| Billboard Hot 100                       | 14       |
| Billboard Hot Adult Contemporary Tracks | 1        |
| Billboard Hot Country Songs             | 35       |

#### 年末チャート
| チャート（2008年） | 最高順位 |
| ------------------ | -------- |
| Billboard Hot 100  | 28       |